# 赛杜尔阿贾伊布
赛杜尔阿贾伊布（Saidul Ajaib），是印度德里South县的一个城镇。总人口14075（2001年）。

## 人口
该地2001年总人口14075人，其中男性8504人，女性5571人；0—6岁人口2119人，其中男1089人，女1030人；识字率66.65%，其中男性为74.40%，女性为54.82%。